# Урошевац
У́рошевац (серб. Урошевац, сербохорв. Uroševac) либо Феризай (алб. Ferizaj) — город в Косове. Расположен южнее Приштины на 40 км. Население округа Урошевац — 163 000 человек (2008). С 2008 года контролируется частично признанной Республикой Косово.
Рядом с городом находится американская военная база Кэмп-Бондстил.

## Административная принадлежность
В рамках административного деления Республики Косово Урошевац входит в Урошевацкий округ. Поскольку Сербия не признаёт самопровозглашённой независимости Косова, то она полагает Урошевац частью Косовского округа автономного края Косово и Метохия.

## Этнический состав
- Албанцы — 98,4 %
- Ашкали/цыгане — 1,3 %
- Горанцы/босняки — 0,2 %
- Сербы — 0,1 %

## Известные уроженцы
- Трайко Гркович, Народный герой Югославии